# You’ve Really Got a Hold on Me
You’ve Really Got a Hold on Me (englisch Du hast mich wirklich in den Griff bekommen) ist ein Lied von The Miracles, das 1962 als Single-A-Seite veröffentlicht wurde. Komponiert wurde es von Smokey Robinson.
Im Jahr 1963 wurde You Really Got a Hold on Me von der britischen Band The Beatles auf ihrem Studioalbum With the Beatles veröffentlicht.

## Hintergrund
Smokey Robinson schrieb You’ve Really Got a Hold on Me in einem Hotelzimmer in New York City. Seine Absicht war es, etwas Widersprüchliches zu schreiben. So lautete die erste Textzeile: „Ich mag dich nicht, aber ich liebe dich.“ Robinson ließ sich von Sam Cookes Bring It On Home To Me beeinflussen.
Am 9. November 1962 wurde You’ve Really Got a Hold on Me als Single-A-Seite von The Miracles veröffentlicht und erreichte Platz 8 der US-amerikanischen Charts.
You’ve Really Got a Hold on Me gehörte 1963 zum Liverepertoire der Beatles.
Während der Studioaufnahmen zum Album With the Beatles nahmen die Beatles sechs Fremdkompositionen für das Album auf, da sie nicht genügend geeignete Eigenkompositionen hatten, eine davon war You’ve Really Got a Hold on Me mit dem leicht geänderten Titel You Really Got a Hold on Me.
Paul McCartney sagte über Smokey Robinson: „Für uns war Smokey Robinson ein Gott.“
Eine im Januar 1969 neu eingespielte Version des Liedes You Really Got a Hold on Me ist im Film Let It Be, der 1970 veröffentlicht wurde, zu sehen.

## Aufnahme der Miracles
You’ve Really Got a Hold on Me wurde am 16. Oktober 1962 in den Hitsville USA (Studio A) in Detroit, USA, mit dem Produzenten Smokey Robinson aufgenommen.
Besetzung:
- Smokey Robinson: Gesang
- Claudette Rogers Robinson: Hintergrundgesang
- Warren „Pete“ Moore: Hintergrundgesang
- Ronnie White: Hintergrundgesang
- Bobby Rogers: Gesang
- Marv Tarplin: Leadgitarre

## Aufnahme der Beatles
You Really Got a Hold on Me wurde erstmals am 18. Juli 1963 zwischen 19 und 22:45 Uhr in den Londoner Abbey Road Studios (Studio 2) mit dem Produzenten George Martin aufgenommen. Norman Smith war der Toningenieur der Aufnahmen. Die Band nahm insgesamt elf Takes auf. Die finale Version wurde aus den Aufnahmetakes 7, 10 und 11 zusammengefügt.
Am 18. Juli 1963 nahmen die Beatles noch drei weitere Lieder auf: Till There Was You, Money (That’s What I Want) und Devil in Her Heart.
Am 17. Oktober wurde You Really Got a Hold on Me zwischen 19 und 22:00 Uhr erneut eingespielt. Die Band nahm einen weiteren Take auf, mit dem sie aber nicht zufrieden war. Am 17. Oktober wurden noch die Lieder I Want to Hold Your Hand, This Boy sowie die Weihnachtssingle The Beatles Christmas Record aufgenommen. Erstmals wurde an diesem Aufnahmetag in den Abbey Road Studios ein Vier-Spur-Tonbandgerät verwendet.
Die Abmischung des Liedes erfolgte am 21. August 1963 in Mono und am 29. Oktober 1963 in Stereo.
Besetzung
- John Lennon: Rhythmusgitarre, Gesang
- Paul McCartney: Bass, Hintergrundgesang
- George Harrison: Leadgitarre, Gesang
- Ringo Starr: Schlagzeug
- George Martin: Klavier

## Veröffentlichungen
- Am 9. November 1962 erschien von The Miracles die Single You’ve Really Got a Hold on Me / Happy Landing auf Tamla Records (später: Motown).[2]
- Am 28. Februar 1963 wurde das Studioalbum The Fabulous Miracles von The Miracles, auf dem sich You’ve Really Got a Hold on Me befindet, veröffentlicht.[3]
- Am 31. Mai 1963 erschien das Livealbum The Miracles Recorded Live on Stage, auf dem sich ebenfalls You’ve Really Got a Hold on Me befindet.[4]
- Am 12. November 1963 erschien You Really Got a Hold on Me in Deutschland auf dem ersten Beatles-Album With the Beatles, in Großbritannien war es das zweite Beatles-Album; es erschien am 22. November 1963.
- In den USA wurde You Really Got a Hold on Me erstmals auf dem dortigen dritten Album The Beatles’ Second Album am 10. April 1964 veröffentlicht.
- 1965 erschien in Chile die Beatles-Single I Wanna Be Your Man / You Really Got a Hold on Me.[5]
- Für BBC Radio nahmen die Beatles unter Livebedingungen vier weitere Fassungen von You Really Got a Hold on Me auf, von denen die Aufnahme vom 30. Juli 1963, im BBC Playhouse Theatre, London, auf dem Beatles-Kompilationsalbum Live at the BBC am 28. November 1994 erschien.[6]
- Am 20. November 1995 wurde das Beatles-Kompilationsalbum Anthology 1 veröffentlicht, auf dem sich eine Live-Aufnahme vom 24. Oktober 1963 in Mono von You Really Got a Hold on Me befindet, die für den schwedischen Radiosender Sveriges Radio im Karlaplansstudio, Stockholm, aufgenommen wurde.
- Auf dem Beatles-Album The Beatles Bootleg Recordings 1963, erschienen am 17. Dezember 2013, wurde eine weitere BBC-Version von You Really Got a Hold on Me veröffentlicht: Aufnahme vom 3. September 1963 im Studio Two, Aeolian Hall, London.
- Am 10. November 2023 wurde das Kompilationsalbum 1962–1966 erneut wiederveröffentlicht. Auf diesem befindet sich erstmals You Really Got a Hold on Me, hier in einer von Giles Martin und Sam Okell 2023 neu abgemischten Version.

## Weitere Coverversionen (Auswahl)
- The Supremes – A Bit of Liverpool[7]
- The Temptations – Temptations sing Smokey[8]
- Phil Collins – Going Back[9]